# Henry Czerny
Henry Czerny (Toronto, 8 febbraio 1959) è un attore canadese.

## Biografia
Czerny nacque da genitori polacchi a Toronto. La madre lavorava in una panetteria e il padre era un saldatore. Czerny studiò al National Theatre School a Montréal. Dopo essersi laureato nel 1982, continuò a recitare sul palcoscenico per tutto il Canada, dal National Arts Centre di Ottawa fino al Citadel Theatre di Edmonton. Negli anni ottanta, si era guadagnato la fama di veterano del teatro canadese.Si trattava di un lungo percorso, a partire da Lucky Larry, che fu il suo primo ruolo. Czerny iniziò recitando nei musical al Humberside Collegiate Institute a Toronto, sotto la direzione di Janet Keele.
Ebbe ruoli importanti in The Boys of St. Vincent, Mission: Impossible, Sotto il segno del pericolo, Tempesta di ghiaccio e La Pantera Rosa. Nel 2005, recitò (nel ruolo del tenente Brooks) in un episodio di CSI - Scena del crimine, ("Jackpot"). La sua ultima performance fu in Conversations with God, che narra la storia vera di Neale Donald Walsch,  scrittore e conduttore radio, che nel periodo più buio della sua vita, pone a Dio alcune domande profonde e complicate. Nel 2007, è apparso nella serie I Tudors, col ruolo del Duca di Norfolk. Nel 2011 prende parte al cast della serie televisiva della ABC Revenge, interpretando il potente magnate della finanza Conrad Grayson.

## Vita privata
Dal 2001 è sposato con Claudine Cassidy da cui ha avuto un figlio, Cameron.

## Filmografia parziale

### Cinema
- Sotto il segno del pericolo (Clear and Present Danger), regia di Phillip Noyce (1994)
- Mission: Impossible, regia di Brian De Palma (1996)
- Tempesta di ghiaccio (The Ice Storm), regia di Ang Lee (1997)
- Cement - Fino all'ultimo colpo (Cement), regia di Adrian Pasdar (1999)
- The Exorcism of Emily Rose, regia di Scott Derrickson (2005)
- Caos, regia di Tony Giglio (2005)
- Conversazioni con Dio (Conversations with God), regia di Stephen Deutsch (2006)
- La Pantera Rosa (The Pink Panther), regia di Shawn Levy (2006)
- A-Team (The A-Team), regia di Joe Carnahan (2010)
- Remember, regia di Atom Egoyan (2015)
- Finché morte non ci separi (Ready or Not), regia di Matt Bettinelli-Olpin e Tyler Gillett (2019)
- Scream VI, regia di Matt Bettinelli-Olpin e Tyler Gillett (2023)
- Mission: Impossible - Dead Reckoning, regia di Christopher McQuarrie (2023)
- Our Little Secret, regia di Stephen Herek (2024)
- Mission: Impossible - The Final Reckoning, regia di Christopher McQuarrie (2025)

### Televisione
- Further Tales of the City - miniserie TV diretta da Pierre Gang (2001)
- CSI - Scena del crimine (CSI: Crime Scene Investigation) - serie TV, episodio 4x06 (2003)
- Ghost Whisperer - Presenze (Ghost Whisperer) – serie TV, episodio 1x22 (2006)
- I Tudors (The Tudors) – serie TV, 10 episodi (2007)
- The Russell Girl - Una vita al bivio (The Russell Girl), regia di Jeff Bleckner – film TV (2008)
- Detective Monk (Monk) – serie TV, episodio 7x08 (2008)
- Prayers for Bobby, regia di Russell Mulcahy – film TV (2009)
- Falling Skies – serie TV, episodi 1x06-1x07 (2011)
- Revenge – serie TV, 67 episodi (2011-2015)
- Quantico – serie TV, 7 episodi (2016-2017)
- Supergirl – serie TV, episodio 1x10 (2016)
- When We Rise – miniserie TV, 2 puntate (2017)
- Sharp Objects – miniserie TV, 8 puntate (2018)

## Doppiatori italiani
Nelle versioni in italiano delle opere in cui ha recitato, Henry Czerny è stato doppiato da:
- Antonio Sanna in Mission: Impossible, Remember, Supergirl, Mission: Impossible - Dead Reckoning, Mission: Impossible - The Final Reckoning
- Fabrizio Pucci in Caos, Quantico
- Massimiliano Virgilii ne I Tudors, Finché morte non ci separi
- Massimo Rossi in A-Team, Our Little Secrets
- Marco Mete in Sotto il segno del pericolo
- Loris Loddi in Tempesta di ghiaccio
- Lucio Saccone in Conversazioni con Dio
- Massimo Lodolo ne La Pantera Rosa
- Stefano Benassi in Detective Monk
- Sergio Di Stefano in CSI - Scena del crimine
- Claudio Capone in Ghost Whisperer - Presenze
- Teo Bellia in Falling Skies
- Luca Biagini in Revenge
- Gianni Giuliano in Sharp Objects
- Sergio Lucchetti in Schitt's Creek
- Gerolamo Alchieri in Scream VI